# Avocettina acuticeps
Avocettina acuticeps är en fiskart som först beskrevs av Regan, 1916.  Avocettina acuticeps ingår i släktet Avocettina och familjen skärfläcksålar. Inga underarter finns listade.